# Richard Tice
Richard James Sunley Tice (13 september 1964) is een Engels zakenman en politicus die van 6 maart 2021 tot 3 juni 2024 partijleider was van Reform UK(voorheen de Brexit Party).
Tice, multimiljonair was van 2010 tot 2014 CEO van de vastgoedgroep CLS Holdings, waarna hij CEO werd van de vastgoed activabeheergroep Quidnet Capital LLP. Hij was oprichter en medevoorzitter van de pro-Brexit-campagnegroepen Leave.EU en Leave Means Leave.
Tice was lange tijd donor en lid van de Conservatieve Partij tot 2019 toen hij hielp bij de oprichting van de Brexit Party, later omgedoopt tot Reform UK. Bij de verkiezingen voor het Europees Parlement van 2019 werd hij verkozen tot lid van het Europees Parlement (MEP) voor het kiesdistrict Oost-Engeland. Hij vervulde deze rol tot de terugtrekking van het Verenigd Koninkrijk uit de Europese Unie in januari 2020. In maart 2021 werd hij de leider van Reform UK nadat hij Nigel Farage opvolgde die het partijleiderschap had neergelegd. Op 3 juni 2024 legde hij deze functie weer neer en nam Farage het partijleiderschap weer op zich.
Sinds 4 juli 2024 is hij lid van het Britse lagerhuis namens Reform voor het kiesdistrict Boston en Skegness.

## Levensloop
Tice werd geboren op 13 september 1964 in Farnham in Surrey, als derde kind van de paardentrainer en filantroop Joan Mary Tice, die stierf op 26 april 2019. Hij is een kleinzoon van moeders kant van de projectontwikkelaar Bernard Sunley.
Tice volgde zijn opleiding aan de particuliere Uppingham School. Vervolgens behaalde hij een bachelordiploma in bouweconomie en kwantiteitsonderzoek aan de Universiteit van Salford.

## Carrière in onroerend goed
Na zijn afstuderen in 1987 was Tice's eerste baan bij de woningbouwontwikkelaar London en Metropolitan. Daarna begon hij te werken voor het woningbouw- en commercieel vastgoedbedrijf dat in 1991 door zijn grootvader werd opgericht, genaamd The Sunley Group. Tice was veertien jaar lang de gezamenlijke CEO voordat hij het bedrijf in 2006 verliet.
Tice leidde vervolgens zijn eigen schuldadviesbureau voordat hij in 2010 bij de vastgoedbeleggingsgroep CLS Holdings kwam. Hij verliet het bedrijf in 2014 om CEO te worden van de vastgoedbeleggingsonderneming Quidnet Capital Partners LLP.

## Televisiepresentator
Tice begon in 2021 een carrière als televisiepresentator voor TalkTV voordat hij in september 2023 naar GB News verhuisde.

## Politieke carrière

### Conservatieve partij
Voordat Tice lid werd van de Brexit Party, was hij het grootste deel van zijn volwassen leven donor en lid van de Conservatieve Partij.

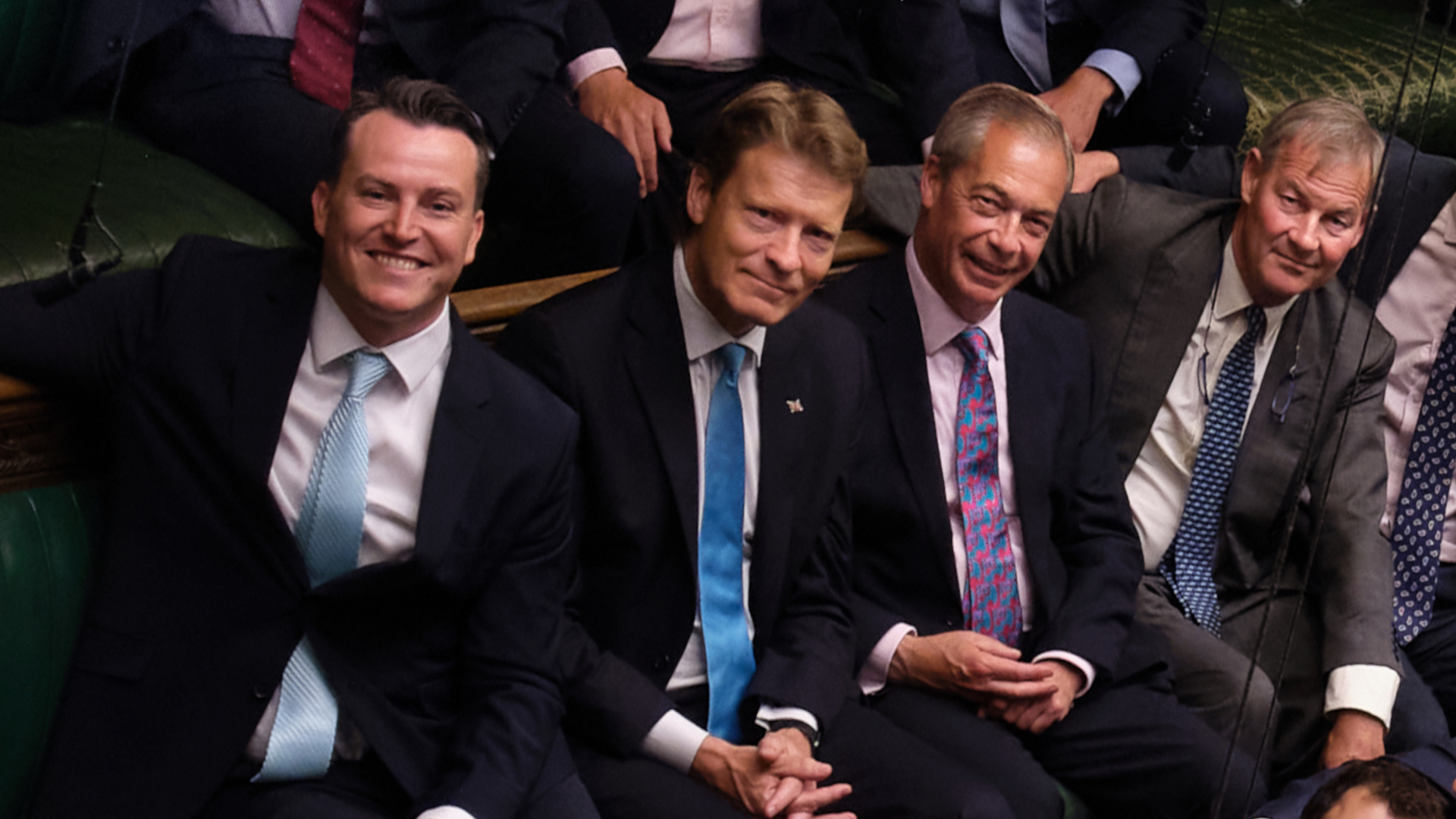
Tice in het Lagerhuis met Reform UK parlementsleden Rupert Lowe (eerste van rechts), Nigel Farage (tweede van rechts) en James McMurdock (links) in 2024

Tice schreef in 2008 een rapport voor de denktank Reform genaamd "Academies: A model education?". In 2017 schreef hij mee aan een pamflet voor de denktank UK 2020, "Timebomb: how the University kartel is failing Britain's Students", waarin aanbevelingen werden opgenomen over hoe de tweejarige opleidingen konden worden uitgebreid. Hij produceerde een vervolgrapport over de studiefinanciën genaamd "Defusing the schuldentijdbom", dat hij naar de toenmalige minister van Financiën, Philip Hammond, stuurde.
In een artikel uit mei 2018 op de ConservativeHome-website pleitte Tice voor het belang van het vergroten van de beschikbaarheid van woningen voor mensen met lagere inkomens en hoe dit effectiever kan worden bereikt. Hij was van mening dat de misdaad ook zou kunnen worden teruggedrongen als de huisvesting beter zou worden beheerd.

### Euroscepticisme
Tice is een euroscepticus. Hij was directeur van de campagnegroep Business for Sterling die er eind jaren negentig voor pleitte dat Groot-Brittannië de euro niet zou invoeren. Tice schonk £1.750 aan de kandidatuur van het euro sceptische parlementslid David Davis bij de leiderschapsverkiezingen van de Conservatieve Partij in 2001.
In juli 2015 was Tice samen met zakenman Arron Banks medeoprichter van de pro-Brexit Leave.EU- campagnegroep. Hij schonk ook £38.000 aan de pro-Brexit-campagnegroep Grassroots Out. Kort nadat Groot-Brittannië in het referendum van 2016 ervoor had gekozen de Europese Unie te verlaten, verliet hij Leave.EU. In oktober 2017 werd hij gezamenlijk met zakenman John Longworth op nummer 90 geplaatst op Iain Dale 's lijst van de "Top 100 meest invloedrijke mensen aan de rechterkant".
Tice, Banks, Andy Wigmore en Nigel Farage worden door delen van de media soms de "Bad Boys of Brexit" genoemd, een groep die Brexit mogelijk maakte. Hij was de eerste die de uitdrukking ‘geen deal is beter dan een slechte deal’ gebruikte met betrekking tot de Brexit in juli 2016, die later werd gebruikt in de toespraak van toenmalig premier Theresa May in Lancaster House, waarin de aanpak van de regering ten aanzien van de onderhandelingen in januari werd uiteengezet. 2017.

### Brexit Partij en ReformUK
De Brexit Party, een rechtse populistische en eurosceptische politieke partij, werd op 23 november 2018 opgericht als een naamloze vennootschap, en Tice werd op 8 mei 2019 benoemd tot voorzitter hiervan. In zijn rol als voorzitter van de Brexit Party vertegenwoordigde hij deze regelmatig, met optredens in de media, waaronder BBC Radio 4 's Any Questions? . Hij was voorzitter toen de partij deelnam aan de verkiezingen voor het Europees Parlement van 2019, onder leiding van Nigel Farage. Bij die verkiezingen won de nieuwe partij uit het niets 29 zetels in het Europees Parlement, terwijl het slechts zes maanden bestond.
Tice was kandidaat bij deze verkiezingen. Hij stond als eerste op de lijst van zijn partij in het kiesdistrict Oost-Engeland en werd daar verkozen tot een van de drie EP-leden. In het Europees Parlement was hij lid van de Commissie economische en monetaire zaken en maakte hij deel uit van de delegatie voor de betrekkingen met Canada.
In november 2019 werd aangekondigd dat Tice zich bij de Lagerhuis verkiezingen van 2019 kandidaat zou stellen als kandidaat voor de Brexit-partij voor het kiesdistrict Hartlepool. Hij eindigde op de derde plaats in Hartlepool met 25,8% van de stemmen.
Op 30 oktober 2020 diende Farage een verzoek in bij de kiescommissie om de naam van de Brexit-partij te veranderen in Reform UK. Op 6 maart 2021 werd aangekondigd dat Tice leider van Reform UK zou worden na het aftreden van Farage.
In maart 2021 kondigde Tice aan dat hij de Reform UK-kandidaat zou zijn voor het kiesdistrict Havering en Redbridge bij de verkiezingen van London Assembly in 2021. Hij werd vijfde van de zes kandidaten.
In december 2021 nam Tice deel aan de tussentijdse verkiezingen voor het kiesdistrict Old Bexley en Sidcup na de dood van het zittende parlementslid James Brokenshire. Hij kreeg 1.432 stemmen, een stemaandeel van 6,6%, en behield daarom zijn aanbetaling.
Op 23 mei 2024 maakte Tice bekend zich te kandidaturen voor het kiesdistrict Boston and skegness voor de Britse Lagerhuisverkiezingen op 7 juli 2024. Op 3 juni 2024 kondigde Nigel Farage zijn terugkeer aan in de landelijke politiek door zich te kandidaturen voor het kiesdistrict Clacton namens ReforumUK. Ook werd diezelfde dag bekend gemaakt dat Tice het partijleiderschap teruggaf aan Farage in opmars naar de verkiezingen. Op 4 juli werd Tice gekozen tot lagerhuis lid namens Reform als MP voor kiesdistrict Boston en Skegness. Reform won tijdens deze verkiezingen vijf zetels.  

### Internationale politiek
Sprekend over de Amerikaanse Republikeinse Partij- politicus Ron DeSantis eind april 2023, beschreef Tice hem als “een moedige, gedurfde leider en dat is erg interessant” en iemand die “niet moppert – hij krijgt gewoon dingen gedaan en vertelt het zoals het is. " en zei dat hij probeerde banden te leggen met DeSantis.

## Privéleven
Tice is gescheiden na een 24-jarig huwelijk met zijn ex-vrouw Emma met wie hij drie kinderen heeft. Hij begon in 2018 een relatie met journalist Isabel Oakeshott en scheidde in maart 2019 van zijn vrouw
Tice was tussen 2005 en 2019 lid van het bestuursorgaan van de Northampton Academy en was ook vice-voorzitter van de trustees van de Uppingham School.
Tice levert al geruime tijd bijdragen aan het tijdschrift Property Week en geeft regelmatig commentaar op de ontwikkelingen binnen de vastgoedwereld.
In oktober 2019 onthulde openDemocracy dat twee offshore-bedrijven sinds 1994 aandelen bezaten in het familiebedrijf van Tice, Sunley Family Limited